# Vernon (Ardèche)
Vernon é uma comuna francesa na região administrativa de Auvérnia-Ródano-Alpes, no departamento de Ardèche. Estende-se por uma área de 3,71 km². Em 2010 a comuna tinha 236 habitantes (densidade: 63,6 hab./km²).